# بندسر چوکات
بندسر چوکات یا دوست‌محمد، روستایی در دهستان پلان بخش پلان شهرستان چابهار در استان سیستان و بلوچستان ایران است.

## جمعیت
بر پایه سرشماری عمومی نفوس و مسکن در سال ۱۳۹۵، جمعیت این روستا برابر با ۳۱۶ نفر (۱۰۷ خانوار) بوده‌است.